# Airenosis
Els airenosis (llatí: Αἰρηνοσίοι) eren un poble que l'historiador grec Polibi de Megalòpolis situa a la península Ibèrica, entre l'Ebre i els Pirineus. Polibi els esmenta en descriure els pobles als quals es va enfrontar l'exèrcit d'Hanníbal quan es disposava a passar els Pirineus en direcció cap a Roma, en el context de la Segona Guerra Púnica. Juntament amb els airenosis, Hanníbal va derrotar els ilergets, els bargusis i els andosins.
Tradicionalment hom els ha localitzat a Vall d'Aran, per proximitat geogràfica i semblança entre tots dos noms, dins el territori dels antics aquitans. No obstant això, els motius de la identificació són força febles i no es tracta més que d'una hipòtesi. Hom els ha volguts identificar amb els Aresinarii que esmenta l'historiador romà Sal·lusti, de nou amb cap altre motiu que la semblança entre llur nom; no obstant això, aquesta identificació sembla improbable pel fet que del text de Sal·lusti es desprèn que els aresinaris eren un poble que vivia a la costa.